# Deon Lotz
Pour les articles homonymes, voir Lotz.
Deon Lotz, né le 20 juillet 1964 au Cap (Afrique du Sud), est un acteur sud-africain  de cinéma, de télévision et de théâtre. Il est apparu dans des productions en anglais et en afrikaans.
Il est connu au niveau international pour ses rôles dans Mandela : Un long chemin vers la liberté et dans Beauty (Skoonheid).

## Jeunesse et carrière
Deon Lotz naît le 20 juillet 1964 au Cap. Il est le deuxième plus jeune de quatre enfants, ayant un frère et une sœur aînés et un frère cadet. Avant de devenir acteur, Lotz a travaillé comme hôtelier. Au début de sa carrière, Lotz a joué dans des publicités. Lotz a un fils et une fille.

## Carrière cinématographique
En 2011, Deon Lotz a reçu le rôle principal dans Beauty (Skoonheid), réalisé par Oliver Hermanus et qui a été la candidature de l'Afrique du Sud pour le meilleur film en langue étrangère aux Oscars 2011. Beauty a remporté le prix Queer Palm au Festival de Cannes 2011 et a été le premier film en langue afrikaans à être projeté à Cannes,. Il reçoit le prix du meilleur acteur au Festival du film de Zurich 2011 pour sa performance dans le film. En 2012, il est également nommé meilleur acteur dans un long métrage pour son rôle dans Beauty aux South African Film and Television Awards.
Deon Lotz joue le rôle de Kobie Coetzee dans le long métrage de 2013 Mandela : Un long chemin vers la liberté.
Il remporte le prix du meilleur second rôle masculin au kykNET Silwerskermfees 2013 (Silver Screen Festival) pour son rôle dans le film familial en langue afrikaans, Faan se Trein. Il est nommé pour le prix SAFTA 2015 du meilleur acteur dans un second rôle pour ce film,. D'autres films notables dans lesquels il est apparu incluent Musiek vir die Agtergrond (2013), Winnie (Winnie Mandela, 2013), "Master Harold"... And the Boys (2010) et Proteus (2003).

## Carrière à la télévision
Lotz a joué dans des productions télévisées sud-africaines, européennes et nord-américaines, notamment The Book of Negroes (2015), Les Enquêtes de l'inspecteur Wallander (2015), When We Were Black (2014) et Flight of the Storks (2012). En 2016, Lotz a reçu le prix SAFTA du meilleur acteur dans un second rôle dans une série télévisée dramatique pour son rôle dans When We Were Black.

## Carrière théâtrale
Lotz est apparu dans plusieurs productions théâtrales sud-africaines, notamment dans Liefde, Anna (avec l'actrice sud-africaine Sandra Prinsloo), dans une version en afrikaans de La Mouette d'Anton Tchekhov, et dans Moeder Moed en Haar Kinders, une traduction de Mère Courage de Bertolt Brecht. Il remporte le prix du meilleur acteur dans un second rôle pour Die Seemeeu et Moeder Moed en Haar Kinders au Klein Karoo Nasionale Kunstefees 2015. L'acteur est nommé en 2008 pour le prix du meilleur acteur pour son rôle dans la pièce Wrestlers aux prix Fleur du Cap Theatre.

## Récompenses
- Meilleur acteur, Beauty, Festival du Film de Zurich, 2011
- Meilleur acteur - Long métrage, Beauty, South African Film and Television Awards (SAFTA), 2012
- Meilleur acteur dans un second rôle, Faan se Trein, kykNET Silwerskeemfees, 2013
- Meilleur acteur dans un second rôle, Die Seemeeu, Klein Karoo Nasionale Kunstefees, 2015
- Meilleur acteur dans un second rôle, Moeder Moed et Haar Kinders, Klein Karoo Nasionale Kunstefees, 2015
- Meilleur acteur dans un second rôle dans une série télévisée, When We Were Black, South African Film and Television Awards (SAFTA), 2016

### Nominations
- Meilleur acteur, Wrestlers, Fleur du Cap Theatre Awards, 2008
- Meilleur acteur dans un second rôle dans un long métrage, Faan se Trein, South African Film and Television Awards (SAFTA), 2015

## Filmographie

### Longs métrages
| Année | Titre                                      | Rôle                        | Notes           |
| ----- | ------------------------------------------ | --------------------------- | --------------- |
| 2003  | Consequence                                | Cop                         |                 |
| 2003  | Proteus                                    | Governor                    |                 |
| 2004  | Blast                                      | Pentagon CIA Representative |                 |
| 2007  | Anner House                                | Werner                      | téléfilm        |
| 2007  | The World Unseen                           | White Farmer                |                 |
| 2008  | Hansie: A True Story                       | Rory Steyn                  |                 |
| 2010  | 'Master Harold'... And the Boys            | Policeman                   |                 |
| 2011  | Beauty (Skoonheid)                         | François van Heerden        |                 |
| 2011  | Roepman                                    | Abram Rademan               |                 |
| 2011  | Winnie (Winnie Mandela)                    | F.W. de Klerk               |                 |
| 2012  | Sleeper's Wake                             | Roelf Venter                |                 |
| 2013  | Verraaiers                                 | Generaal Koos de la Rey     |                 |
| 2013  | Beauty                                     | Kobie Coetzee               |                 |
| 2013  | Four Corners                               | Supt. Adams                 |                 |
| 2013  | Musiek vir die Agtergrond                  | Louis                       |                 |
| 2013  | Cold Harbour                               | Col. Venske                 |                 |
| 2014  | Faan se trein                              | Dr. André Dippenaar         |                 |
| 2014  | Kite                                       | Detective Prinsloo          |                 |
| 2015  | De(Con)Struction of Love                   |                             | court métrage   |
| 2015  | Recovery                                   | Counsellor                  | court métrage   |
| 2015  | French Toast                               | Izak le Roux                |                 |
| 2015  | The Man with the Heavy Leg                 | Doctor                      | court métrage   |
| 2015  | Destination                                |                             | court métrage   |
| 2015  | 'n Paw-Paw Vir My Darling                  | Vleis Beeslaar              |                 |
| 2015  | 'n Man Soos My Pa                          | Kolonel Nieuwoudt           |                 |
| 2016  | Bergers et Bouchers                        | Warrant Officer Rautenbach  |                 |
| 2016  | Modder en Bloed                            | Maartens                    |                 |
| 2016  | Free State                                 | Gideon Nolte                |                 |
| 2016  | Dis Koue Kos, Skat                         | Bernard                     |                 |
| 2016  | Starry Night                               | Manager                     | court métrage   |
| 2016  | Bypass                                     | Dr. Wright                  | Post production |
| 2017  | The Blue Mauritius                         | Müller                      | Préproduction   |
| 2017  | Hoener met die Rooi Skoene                 | Du Toit de Waal             | Post production |
| 2017  | The Number                                 |                             |                 |
| 2019  | The Seagull (Die Seemeeu)                  | Elias                       |                 |
| 2019  | Inside Man: Most Wanted                    | Biggs, le directeur du FBI  |                 |
| 2021  | Je suis toutes les filles (I Am All Girls) |                             |                 |
| 2022  | Gereza                                     | Stellies                    |                 |
| 2024  | A Family Affair                            | David Howell                |                 |

### Télévision
| Année | Titre                | Rôle                          | Notes                                                                         |
| ----- | -------------------- | ----------------------------- | ----------------------------------------------------------------------------- |
| 2005  | Charlie Jade         | Emergency worker #2           | épisode "Sand"                                                                |
| 2012  | Leonardo             | Judge                         | épisode "Perspective"                                                         |
| 2013  | Flight of the Storks | Otto Kiefer                   | épisode "Part One: A Solo Journey"                                            |
| 2014  | When We Were Black   | Kobus Landman                 | Série, régulier, 6 épisodes                                                   |
| 2015  | The Book of Negroes  | New York Justice of the Peace | épisode 4                                                                     |
| 2015  | Wallander            | Colonel Julian van Heerden    | épisode "The White Lioness"                                                   |
| 2016  | Cape Town            | Prof. Philip Pagel            | épisodes "Relativity", "Way to Paradise", "Shallow End", "Echoes of the Past" |
| 2016  | Tutankhamun          | Colonel                       | épisode 2                                                                     |
| 2017  | Dating Game Killer   | Camp Director Lee             | téléfilm                                                                      |